# Maria Teresa Ramírez
Maria Teresa Ramírez (n. 15 august 1954, Ciudad de México, Mexic) este o înotătoare ce a reprezentat Mexic, medaliată olimpică. A participat la 2 ediții ale Jocurilor Olimpice (1968, 1972) în care a câștigat o medalie de bronz.